# Molen van der Wouw
De Molen van der Wouw is een restant van een ronde stenen molen dat zich bevindt aan de Loonse Molenstraat 16 te Loon op Zand.
Het betreft een beltmolen die in 1867 werd gebouwd en in gebruik was als korenmolen. Hij werd gebouwd voor het molenaarsgeslacht Teurlings dat op diverse molens in Loon op Zand en Kaatsheuvel heeft gewerkt. In 1930 werd de molen onttakeld en in 1936 verloor de molen zijn wieken. In 1938 werd de molen verkocht en kwam uiteindelijk aan de familie Van der Wouw, die ook tegenwoordig de molen nog bezit.
In 1981 woedde er een brand in de molen, maar hij mocht niet worden afgebroken. Het gebouw is tegenwoordig geklasseerd als gemeentelijk monument. De molenromp staat nog overeind en hierin is een maalderij gevestigd, terwijl zich in de bijgebouwen een diervoederbedrijf bevindt.